# Esfera pública

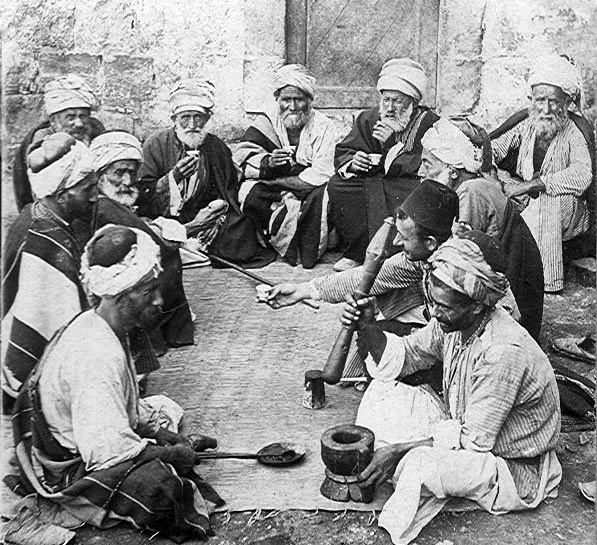
Debat en una casa de cafè a Palestina.

L'esfera pública és una àrea en la vida social on les persones puguin reunir-se, discutir lliurement i identificar problemes socials, i a través d'aquella discussió influenciar l'acció política. Es tracta d'«un espai discursiu en el qual els individus i els grups es reuneixen per discutir assumptes d'interès mutu i, quan sigui possible, arribar a una resolució comuna». L'esfera pública pot ser vista com «un teatre en les societats modernes en què es va promulgar la participació política a través de la conversa» i «un regne de la vida social en què es pot formar l'opinió pública».
L'esfera pública intervé entre la «esfera privada» i la «esfera de l'autoritat pública», «l'esfera privada composta per la societat civil en sentit estricte, és a dir, l'àmbit de l'intercanvi de mercaderies i del treball social». Mentre que «l'esfera dels poders públics» va tractar amb l'Estat, o regne de la policia, i la classe dominant, l'esfera pública va creuar sobre ambdós regnes i «a través del vehicle de l'opinió pública va posar l'estat en contacte amb les necessitats de la societat». «Aquesta àrea és conceptualment distinta de l'Estat: que [és] un lloc per a la producció i circulació de discursos que, en principi, es van poder ser crítics amb l'estat». L'esfera pública és també diferent de l'economia oficial; no és un camp de relacions de mercat sinó més aviat de relacions discursives, un teatre per a discutir i deliberar en lloc de per a la compra i venda. Aquestes distincions entre «aparells d'Estat, mercats econòmics i associacions democràtiques... són essencials per a la teoria democràtica». El poble es va anar a veure a l'esfera pública com a institució reguladora contra l'autoritat de l'Estat. L'estudi de l'esfera pública se centra en la idea de democràcia participativa, i com l'opinió pública es converteix en acció política.
La creença bàsica en la teoria de l'esfera pública és que l'acció política està orientada per l'esfera pública, i que els governs legítims són aquells que escolten l'esfera pública. «La governabilitat democràtica es basa en la capacitat i oportunitat dels ciutadans a participar en un debat il·lustrat». Gran part del debat sobre l'esfera pública és quina és l'estructura teòrica bàsica de l'esfera pública, com la informació és deliberada en l'esfera pública i quina influència l'esfera pública té sobre la societat.